# Castanotherium cinctum
Castanotherium cinctum är en mångfotingart som först beskrevs av Carl 1906.  Castanotherium cinctum ingår i släktet Castanotherium och familjen Zephroniidae. Inga underarter finns listade i Catalogue of Life.